# Heinz Lindner
Heinz Lindner (phát âm tiếng Đức: [haɪnts ˈlɪndnɐ]; sinh ngày 17 tháng 7 năm 1990) là một cầu thủ bóng đá chuyên nghiệp người Áo thi đấu ở vị trí thủ môn cho câu lạc bộ Sion tại Swiss Challenge League và đội tuyển quốc gia Áo.